# Nederlandse damcompetitie
De Nederlandse damcompetitie is een door de Koninklijke Nederlandse Dambond georganiseerde competitie voor clubtientallen die wordt gespeeld vanaf 1910. Tot en met 1983 werd de competitie volledig in het najaar gespeeld en vanaf het seizoen 1984/85 in het najaar en in de winter. Tot en met 1973 bestond de hoogste klasse uit 8 tientallen, vanaf 1974 t/m het seizoen 1987/88 uit 10 tientallen en vanaf het seizoen 1988/89 uit 12 tientallen. Promotie en degradatie gaan zowel rechtstreeks als via een nacompetitie. Recordkampioenen zijn Gezellig Samenzijn-Amsterdam en Damvereniging Huissen elk met 13 nationale titels.

## Klassen
Op dit moment (2013) is de hoogste klasse de ereklasse. Hieronder staan twee hoofdklassen. Daaronder staan drie eerste klassen. En tot slot daaronder 5 tweede klassen. In de meeste klassen spelen 12 teams.

## Top drie per seizoen
Hieronder staan de eerste drie verenigingen per seizoen, van de hoogste Nederlandse damcompetitie, vanaf het begin in 1910.
| Seizoen | Nummer 1                                    | Nummer 2                                    | Nummer 3                       |
| ------- | ------------------------------------------- | ------------------------------------------- | ------------------------------ |
| 1910    | VAD - Amsterdam                             | -                                           | -                              |
| 1912    | VAD - Amsterdam                             | -                                           | -                              |
| 1913    | VAD - Amsterdam                             | Constant - Rotterdam                        | -                              |
| 1914    | VAD - Amsterdam                             | van Embden - Amsterdam                      | Constant - Rotterdam           |
| 1915    | Constant - Rotterdam van Embden - Amsterdam | Constant - Rotterdam van Embden - Amsterdam | UDG - Utrecht                  |
| 1916    | Constant - Rotterdam                        | van Embden - Amsterdam                      | VAD - Amsterdam                |
| 1917    | van Embden - Amsterdam                      | VAD - Amsterdam                             | -                              |
| 1918    | VAD - Amsterdam                             | DV Rotterdam - Rotterdam                    | -                              |
| 1919    | Constant - Rotterdam                        | VAD - Amsterdam                             | -                              |
| 1920    | DIO - Den Haag DOS - Amsterdam              | DIO - Den Haag DOS - Amsterdam              | -                              |
| 1921    | VAD - Amsterdam                             | DV Rotterdam - Rotterdam                    | UDG - Utrecht                  |
| 1922    | Gezellig Samenzijn - Amsterdam              | -                                           | -                              |
| 1923    | VAD - Amsterdam                             | -                                           | -                              |
| 1924    | DDV - Dordrecht                             | VAD - Amsterdam                             | -                              |
| 1925    | VAD - Amsterdam                             | DIO - Den Haag                              | -                              |
| 1926    | Haarlemse Damclub - Haarlem                 | -                                           | -                              |
| 1927    | Gezellig Samenzijn - Amsterdam              | DDV - Dordrecht                             | DIO - Den Haag                 |
| 1928    | Haarlemse Damclub - Haarlem                 | DV Rotterdam - Rotterdam                    | WZDV - Arnhem                  |
| 1929    | Mutua Delectatio - Den Haag                 | DV Rotterdam - Rotterdam                    | Haarlemse Damclub - Haarlem    |
| 1930    | Gezellig Samenzijn - Amsterdam              | Constant - Rotterdam                        | -                              |
| 1931    | Haarlemse Damclub - Haarlem                 | DV Rotterdam - Rotterdam                    | Gezellig Samenzijn - Amsterdam |
| 1932    | DIO - Den Haag                              | Constant - Rotterdam                        | -                              |
| 1933    | Haarlemse Damclub - Haarlem                 | DV Rotterdam - Rotterdam                    | -                              |
| 1934    | Gezellig Samenzijn - Amsterdam              | Haarlemse Damclub - Haarlem                 | DIO 1 - Den Haag               |
| 1935    | Gezellig Samenzijn - Amsterdam              | DDC - Deventer                              | Mutua Delectatio - Den Haag    |
| 1936    | Gezellig Samenzijn - Amsterdam              | Constant - Rotterdam                        | DC Almelo - Almelo             |
| 1937    | DC IJmuiden - IJmuiden                      | Constant - Rotterdam                        | -                              |
| 1938    | Gezellig Samenzijn - Amsterdam              | DIO - Den Haag                              | DC Almelo - Almelo             |
| 1939    | RDG - Den Haag                              | Joseph Blankenaar - Amsterdam               | DG Hilversum - Hilversum       |
| 1940    | Joseph Blankenaar - Amsterdam               | Constant - Rotterdam                        | DG Het Noorden - Groningen     |
| 1941    | RDG - Den Haag                              | ZDC - Rotterdam                             | DC IJmuiden - IJmuiden         |
| 1942    | Het Westen - Rotterdam                      | Joseph Blankenaar - Amsterdam               | -                              |
| 1943    | Constant - Rotterdam                        | Gezellig Samenzijn - Amsterdam              | DG Het Noorden - Groningen     |
| 1944    | Joseph Blankenaar - Amsterdam               | Constant - Rotterdam                        | DG Het Noorden - Groningen     |
| 1946    | Gezellig Samenzijn - Amsterdam              | Excelsior - Den Bosch                       | -                              |
| 1947    | Constant - Rotterdam                        | Joseph Blankenaar - Amsterdam               | Twente's Eerste - Hengelo      |
| 1948    | Gezellig Samenzijn - Amsterdam              | Constant - Rotterdam                        | Twente's Eerste - Hengelo      |
| 1949    | RDG - Den Haag                              | Gezellig Samenzijn - Amsterdam              | Twente's Eerste - Hengelo      |
| 1950    | Gezellig Samenzijn - Amsterdam              | DCL - Leeuwarden                            | Excelsior - Den Bosch          |
| 1951    | Gezellig Samenzijn - Amsterdam              | -                                           | -                              |
| 1952    | RDG - Den Haag                              | DCL - Leeuwarden                            | Constant - Rotterdam           |
| 1953    | Gezellig Samenzijn - Amsterdam              | RDG - Den Haag                              | Excelsior - Den Bosch          |
| 1954    | Constant - Rotterdam                        | Excelsior - Den Bosch                       | DGZ - Groningen                |
| 1955    | Constant - Rotterdam                        | DGZ - Groningen                             | DIO - Den Haag                 |
| 1956    | Joseph Blankenaar - Amsterdam               | DGZ - Groningen                             | RDG - Den Haag                 |
| 1958    | RDG - Den Haag                              | Gezellig Samenzijn - Amsterdam              | Constant - Rotterdam           |
| 1959    | Constant - Rotterdam                        | DCL - Leeuwarden                            | -                              |
| 1960    | DV Huissen - Huissen                        | Gezellig Samenzijn - Amsterdam              | DDV - Dordrecht                |
| 1961    | RDG - Den Haag                              | Joseph Blankenaar - Amsterdam               | DC IJmuiden - IJmuiden         |
| 1962    | IJmuiden                                    | Gezellig Samenzijn                          | RDG                            |
| 1963    | Het Oosten                                  | RDG                                         | Jozef Blankenaar               |
| 1964    | Jozef Blankenaar                            | RDG                                         | Gezellig Samenzijn             |
| 1965    | Jozef Blankenaar                            | Gezellig Samenzijn                          | Constant, RDG                  |
| 1966    | Gezellig Samenzijn                          | Huizum                                      | Jozef Blankenaar               |
| 1967    | Jozef Blankenaar                            | Huizum                                      | Constant                       |
| 1968    | Huissen                                     | Jozef Blankenaar                            | Huizum                         |
| 1969    | VAD                                         | Huissen                                     | Twente's eerste                |
| 1970    | Twente's eerste                             | VAD                                         | Huizum                         |
| 1971    | RDG                                         | Twente's eerste                             | VAD                            |
| 1972    | RDG                                         | Groningen                                   | Twente's eerste                |
| 1973    | RDG                                         | VAD                                         | Huizum                         |
| 1974    | Huizum                                      | RDG                                         | VAD                            |
| 1975    | RDG                                         | VAD                                         | Constant                       |
| 1976    | Groningen                                   | Lent                                        | VAD                            |
| 1977    | RDG                                         | Groningen                                   | VAD                            |
| 1978    | IJmuiden                                    | RDG                                         | Groningen                      |
| 1979    | Lent                                        | IJmuiden                                    | RDG                            |
| 1980    | Huissen                                     | VAD, IJmuiden                               |                                |
| 1981    | IJmuiden                                    | VAD                                         | Huissen                        |
| 1982    | Fivelgo                                     | VAD                                         | Huissen                        |
| 1983    | Huissen                                     | IJmuiden                                    | VAD                            |
| 1984/85 | Huissen                                     | DAVO Tilburg                                | VAD                            |
| 1985/86 | VAD                                         | Westerhaar                                  | Huissen                        |
| 1986/87 | VAD                                         | Westerhaar                                  | Huissen                        |
| 1987/88 | Huissen                                     | Westerhaar                                  | DAVO Tilburg                   |
| 1988/89 | Huissen                                     | VAD                                         | Westerhaar                     |
| 1989/90 | Côte d'Or - IJmuiden                        | Westerhaar                                  | Huissen, Twente's eerste       |
| 1990/91 | Twente's eerste                             | RDG                                         | Damclub Westerhaar             |
| 1991/92 | Damclub Westerhaar                          | Damvereniging Huissen                       | Hiltex                         |
| 1992/93 | Damvereniging Huissen                       | Damclub Westerhaar                          | Drents tiental                 |
| 1993/94 | Hiltex                                      | Damvereniging Huissen                       | Witte van Moort                |
| 1994/95 | De Lier                                     | Hiltex                                      | Damvereniging Huissen          |
| 1995/96 | Hiltex                                      | Damvereniging Huissen                       | De Lier                        |
| 1996/97 | Hiltex                                      | Damvereniging Huissen                       | Vorden                         |
| 1997/98 | Damvereniging Huissen                       | Hiltex                                      | De Lier                        |
| 1998/99 | Hiltex                                      | DC Rinsumageest                             | Damclub Westerhaar             |
| 1999/00 | Hiltex                                      | Damclub Westerhaar                          | Denk en Zet Culemborg          |
| 2000/01 | Damclub Westerhaar                          | Hiltex                                      | Denk en Zet Culemborg          |
| 2001/02 | Hiltex                                      | Denk en Zet Culemborg                       | Twente's eerste                |
| 2002/03 | Denk en Zet Culemborg                       | Hiltex                                      | Damclub Schiedam               |
| 2003/04 | Damvereniging Huissen                       | Damclub Westerhaar                          | Damclub Schiedam               |
| 2004/05 | Denk en Zet Culemborg                       | Westland                                    | Damclub Schiedam               |
| 2005/06 | Damclub Schiedam                            | Hiltex                                      | Damclub Westerhaar             |
| 2006/07 | Denk en Zet Culemborg                       | Hiltex                                      | Damclub Schiedam               |
| 2007/08 | Damclub Schiedam                            | Hiltex                                      | Hijken DTC                     |
| 2008/09 | Damclub Schiedam                            | Damvereniging Huissen                       | Damclub Westerhaar             |
| 2009/10 | Damvereniging Huissen                       | Damclub Schiedam                            | Hijken DTC                     |
| 2010/11 | Mo & Z Volendam                             | Van Stigt Thans (Damclub Schiedam)          | DV VBI Huissen                 |
| 2011/12 | Witte van Moort                             | Apeldoorn                                   | DV VBI Huissen                 |
| 2012/13 | DV VBI Huissen                              | Apeldoorn                                   | Mo & Z Volendam                |
| 2013/14 | Hijken DTC                                  | DV VBI Huissen                              | Mo & Z Volendam                |
| 2014/15 | DV VBI Huissen                              | Apeldoorn                                   | Hijken DTC                     |
| 2015/16 | Hijken DTC                                  | DV VBI Huissen                              | Van Stigt Thans                |
| 2016/17 | DV VBI Huissen                              | Hijken DTC                                  | Van Stigt Thans                |
| 2017/18 | Van Stigt Thans                             | Hijken DTC                                  | Witte van Moort                |
| 2018/19 | Hijken DTC                                  | Van Stigt Thans                             | DV VBI Huissen                 |
| 2019/20 | Hijken DTC                                  | Denk en Zet Culemborg                       | Van Stigt Thans                |
| 2020/21 | -                                           | -                                           | -                              |
| 2021/22 | Van Stigt Thans Schiedam                    | DV VBI Huissen                              | Denk en Zet Culemborg          |
| 2022/23 | Van Stigt Thans                             | Hijken DTC                                  | WSDV Wageningen                |
| 2023/24 | DV VBI Huissen                              | Van Stigt Thans                             | WSDV Wageningen                |